# Stanisław Bosy

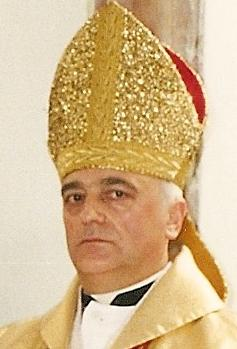
Stanisław Bosy

Stanisław Bosy (* 17. Juli 1948 in Myślinów, Powiat Jaworski) ist ein polnischer altkatholischer Geistlicher und Bischof für das Bistum Breslau der Polnisch-Katholischen Kirche.

## Leben
Bosy studierte altkatholische Theologie an der Christlich-Theologischen Akademie in Warschau und schloss das Studium mit dem Magistergrad ab. Die Priesterweihe empfing er am 30. September 1973 durch Bischof Julian Pękala. Von 1973 bis 1975 war er Vikar und anschließend Pfarrer an der Kirche St. Peter und Paul in Stettin. Im Jahr 1980 wurde er Dekan des Dekanats Stettin-Gorzów. Daneben war er von 1988 bis 2003 Sekretär des Synodenrates und wirkte als Vorsitzender der Regionalabteilung des Polnischen Ökumenischen Rates. 1996 wurde er zum infulierten Dekan ernannt, ab Mai 2002 war er zudem Generalvikar des Bistums Breslau. Am 6. Mai 2005 ernannte der Synodalrat der Polnisch-Katholischen Kirche ihn zum Diözesanadministrator dieses Bistums.
Die Synode der Polnisch-Katholischen Kirche wählte Stanisław Bosy am 13. Juni 2023 zum Bischof von Breslau. Die Bischofsweihe spendete ihm am 9. September 2023 in der Maria-von-Magdala-Kathedrale in Wrocław (Breslau) der Bischof von Haarlem Dirk Schoon; Mitkonsekratoren waren der emeritierte Bischof der Altkatholischen Kirche Österreichs John Okoro und der Bischof der Altkatholischen Kirche in Tschechien Pavel B. Stránský. Auch der Erzbischof von Utrecht Bernd Wallet und der anglikanische Bischof David Hamid wirkten bei der Handauflegung mit. In demselben Gottesdienst wurden Andrzej Gontarek als Bischof des Bistums Warschau und Leitender Bischof der Polnisch-Katholischen Kirche, Henryk Dąbrowski als Weihbischof in Warschau sowie Antoni Norman als Bischof des Bistums Krakau-Tschenstochau geweiht.